# Parathesis columnaris
Parathesis columnaris är en viveväxtart som beskrevs av Cyrus Longworth Lundell. Parathesis columnaris ingår i släktet Parathesis och familjen viveväxter. Inga underarter finns listade i Catalogue of Life.